# Hoplitis inconspicua
Hoplitis inconspicua är en biart som beskrevs av Borek Tkalcu 1995. Hoplitis inconspicua ingår i släktet gnagbin, och familjen buksamlarbin. Inga underarter finns listade i Catalogue of Life.